# Parsons (Kansas)
Parsons é uma cidade localizada no estado americano de Kansas, no Condado de Labette.

## Demografia
Segundo o censo americano de 2000, a sua população era de 11.514 habitantes.
Em 2006, foi estimada uma população de 11.237, um decréscimo de 277 (-2.4%).

## Geografia
De acordo com o United States Census Bureau tem uma área de
26,8 km², dos quais 26,8 km² cobertos por terra e 0,0 km² cobertos por água.

## Localidades na vizinhança
O diagrama seguinte representa as localidades num raio de 24 km ao redor de Parsons.